# الکساندرا، بخش کراسنیک
الکساندرا، بخش کراسنیک (به لاتین: Aleksandrów, Kraśnik County) یک منطقهٔ مسکونی در لهستان است که در Gmina Gościeradów واقع شده‌است.